# Urothoidae
Urothoidae zijn een familie van mariene vlokreeftjes met brede pereopoden die aangepast zijn aan graven. Beide antennes zijn kort en het eerste paar bezit een duidelijke accessorische flagel. Gnathopoden zijn subchelaat, maar klein en onopvallend. De uropode 3 bezit korte takken van gelijke grootte en het telson is gespleten.

## Geslachten en soorten
Carangolia J.L. Barnard, 1961a
- Carangolia barnardi Jaume & Sorbe, 2001
- Carangolia cornuta Bellan-Santini & Ledoyer, 1987
- Carangolia mandibularis J.L. Barnard, 1961
- Carangolia puliciformis J.L. Barnard, 1961

Cunicus Griffiths, 1974
- Cunicus profundus Griffiths, 1974

Pseudurothoe Ledoyer, 1986
- Pseudurothoe benthedii Ledoyer, 1986

Urothoe Dana, 1852
- Urothoe atlantica Bellan-Santini & Menioui, 2004
- Urothoe bairdii Bate, 1862
- Urothoe brevicornis Bate, 1862
- Urothoe carda Imbach, 1969
- Urothoe chosani Hirayama, 1992
- Urothoe convexa Kim & Kim, 1991
- Urothoe corsica Bellan-Santini, 1965
- Urothoe coxalis Griffiths, 1974
- Urothoe cuspis Imbach, 1969
- Urothoe dentata Schellenberg, 1925
- Urothoe denticulata Gurjanova, 1951
- Urothoe elegans (Bate, 1857)
- Urothoe elizae Cooper & Fincham, 1974
- Urothoe falcata Schellenberg, 1931
- Urothoe femoralis K.H. Barnard, 1955
- Urothoe gelasina Imbach, 1969
- Urothoe gelasina ambigua Hirayama, 1988
- Urothoe gelasina gelasina Imbach, 1969
- Urothoe grimaldii Chevreux, 1895
- Urothoe grimaldii grimaldi Chevreux, 1895
- Urothoe grimaldii japonica Hirayama, 1988
- Urothoe hesperiae Conradi, Lopez-Gonzalez & Bellan-Santini, 1997
- Urothoe intermedia Bellan-Santini & Ruffo, 1986
- Urothoe irrostratus Dana, 1852
- Urothoe latifrons Ren, 1991
- Urothoe marina (Bate, 1857)
- Urothoe marionis Bellan-Santini & Ledoyer, 1987
- Urothoe oniscoides (K.H. Barnard, 1932)
- Urothoe orientalis Gurjanova, 1938
- Urothoe pestai Spandl, 1923
- Urothoe pinnata K.H. Barnard, 1955
- Urothoe platydactyla Rabindranath, 1971
- Urothoe platypoda Griffiths, 1974
- Urothoe poseidonis Reibish, 1905
- Urothoe poucheti Chevreux, 1888
- Urothoe pulchella (Costa, 1853)
- Urothoe rotundifrons J.L. Barnard, 1962
- Urothoe ruber Giles, 1888
- Urothoe serrulidactylus K.H Barnard, 1955
- Urothoe spinidigitata Walker, 1904
- Urothoe tumorosa Griffiths, 1974
- Urothoe varvarini Gurjanova, 1953
- Urothoe vemae J.L. Barnard, 1962
- Urothoe viswanathi Asari, 1998
- Urothoe wellingtonensis Cooper, 1974

Urothoides Stebbing, 1891b
- Urothoides inops J.L. Barnard, 1967
- Urothoides kurrawa Barnard & Drummond, 1979
- Urothoides lachneessa (Stebbing, 1888)
- Urothoides mabingi Barnard & Drummond, 1979
- Urothoides makoo Barnard & Drummond, 1979
- Urothoides mammarta Barnard & Drummond, 1979
- Urothoides odernae Barnard & Drummond, 1979
- Urothoides pseudodernae Ledoyer, 1984
- Urothoides tondea Barnard & Drummond, 1979
- Urothoides waminoa Barnard & Drummond, 1979

Urothopsis Ledoyer, 1967
- Urothopsis brevicaudata Ledoyer, 1967